# اویرباخ
اویرباخ (انگلیسی: Euerbach) یک شهر در آلمان است که در بایرن واقع شده است.
این شهر ۲۷۳ متر بالاتر از سطح دریا قرار گرفته است و ۳۰۸۶ نفر جمعیت دارد.